# Europees kampioenschap hockey mannen 2003
Het Europees kampioenschap hockey (2003) had plaats van maandag 1 september tot en met zaterdag 13 september 2003 in het Estadío Pau Negre in Barcelona, Spanje. Het was de negende editie van dit internationale sportevenement onder auspiciën van de Europese hockeyfederatie (EHF), dat voor het eerst tegelijkertijd werd georganiseerd met de Europese titelstrijd van de vrouwen. Titelverdediger was Duitsland, dat er voor de derde keer op rij in slaagde het toernooi te winnen. Hiermee plaatste het zich tevens voor de Olympische Spelen in Athene (2004).

## Groepsindeling
| Groep A                                           | Groep B                                               |
| ------------------------------------------------- | ----------------------------------------------------- |
| Duitsland Spanje België Rusland Ierland Frankrijk | Nederland Engeland Polen Schotland Zwitserland Italië |

## Selecties

### België
1. Xavier Reckinger
2. Thierry Renaer
3. Xavier-Charles Letier
4. Loïc Vandeweghe
5. Jean-Philippe Brulé
6. Thomas Van Den Balck
7. Maxime Luycx
8. Mike Dewever
9. Gilles Pètre

1. Jean Willems
2. Marc Coudron
3. Manu Leroy
4. Charles Vandeweghe
5. Philippe Goldberg
6. Jerome Toussaint
7. Dennis Dijkshoorn
8. Cédric De Greve
9. Patrice Houssein

Bondscoach: Giles Bonnet
- Assistent: Pascal Kina
- Manager: Patrick Serruys
- Dokter:  Pierre-Yves Buchet
- Fysio: Luc Evers
- Fysio: Vincent Hamelinckx
- Videoman: Guy Vonckx

### Duitsland
1. Clemens Arnold (gk)
2. Christian Schulte (gk)
3. Philipp Crone
4. Max Landshut
5. Christian Wein
6. Björn Michel
7. Sascha Reinelt
8. Christoph Eimer
9. Björn Emmerling

1. Sebastian Biederlack
2. Michael Green
3. Tibor Weissenborn
4. Florian Kunz
5. Timo Weß
6. Christoph Bechmann
7. Christopher Zeller
8. Matthias Witthaus
9. Philipp Zeller

Bondscoach: Bernhard Peters
- Assistent: Stefan Decher
- Manager: Dieter Schuermann
- Manager: Bernd Schöpf
- Dokter:  Andreas Neuking
- Fysio: Mario Plesse
- Psycholoog: Lothar Linz
- Videoman: Werner Wiedersich

### Engeland
1. Jimi Lewis (gk)
2. Simon Mason (gk)
3. Roberts Todd
4. Jason Collins
5. Jon Peckett
6. Craig Parnham
7. Guy Fordham
8. Andy West
9. Mark Pearn

1. Jimmy Wallis
2. Brett Garrard
3. Danny Hall
4. Ben Hawes
5. Barry Middleton
6. Martin Jones
7. Mike Johnson
8. Jerome Goudie
9. Jonty Clarke

Bondscoach: Mike Hamilton
- Assistent: David Vinson
- Assistent: Peter Nicholson
- Manager: David Whittle
- Dokter:  Mark Wotherspoon
- Fysiotherapeut: Harry Bennan
- Fysiotherapeut: Phil Moore
- Videoman: John Hurst

### Frankrijk
1. Ludovic Tissier
2. Thomas Raisin
3. Antoine Gouedard-Comte
4. Nicolas Monnier
5. Nicolas Musgens
6. Christoph Musgens
7. Florent Durchon
8. Julien Boyer
9. Frédéric Soyez

1. Arnaud Becuwé
2. Matthieu Durchon
3. Antoine Moreau
4. Nicolas Gaillard
5. Pierre Louis Verrier
6. Gérôme Branquart
7. Frédéric Verrier
8. Julien Thamin (gk)
9. Bruno Loussif (gk)

Bondscoach: Bertrand Reynaud
- Assistent: Philippe Gourdin
- Manager: Patrick Roult
- Arts: Stéphane Popineau
- Fysio: Yves Lelievre

### Ierland
1. Nigel Henderson (gk)
2. Wesley Bateman (gk)
3. Paddy Brown
4. Jason Black
5. David Smyth
6. Erroll Lutton
7. Gordon Elliott
8. Stephen Butler
9. Karl Burns

1. Mark Irwin
2. Mark Raphael
3. Chris Jackson
4. Justin Sherriff
5. Graham Shaw
6. David Hobbs
7. Andy Barbour
8. Nigel Buttimer
9. John Jermyn

Bondscoach: John Clarke
- Assistent: Soma Singh
- Manager: Steven Hiles
- Fysio: Kathy Hickman
- Videoman: Alan McKibbin

### Italië
1. Massimo Collina (gk)
2. Jacopo Lunetta
3. Luca Pompei
4. Luciano Pepe
5. Stefano Serra
6. Enrico Zilio
7. Alessandro Leone
8. Simone Fughelli
9. Gianluca Cirilli

1. Loris Perelli
2. Massimo Lanzano
3. Flavio Casali (gk)
4. Mirko Faggian
5. Francesco Congiu
6. Federico Ardito
7. Michele Cirina
8. Nicolas Stigliano
9. Andrea Debortoli

Bondscoach: Roberto Da Gai
- Assistent: Carlo Lambertini
- Manager: Pierpaolo Giuliani
- Arts: Natale Arculeo
- Fysio: Paolo Raimondi
- Videoman: Marco Massetti

### Nederland
1. Guus Vogels
2. Bram Lomans
3. Geert-Jan Derikx
4. Erik Jazet
5. Rob Derikx
6. Floris Evers
7. Sander van der Weide
8. Ronald Brouwer
9. Piet-Hein Geeris

1. Taeke Taekema
2. Jeroen Delmee
3. Teun de Nooijer
4. Karel Klaver
5. Jan Jorn van 't Land
6. Klaas Veering
7. Rob Reckers
8. Matthijs Brouwer
9. Nick Meijer

Bondscoach: Joost Bellaart
- Assistent: Michel van den Heuvel
- Trainer: Hans Streeder
- Trainer: Floris Jan Bovelander
- Manager: Joost Bellaart
- Dokter:  Piet Hein Kolkman
- Fysio: Reinier van Danzig
- Fysio: Jan Stappenbelt
- Videoman: Lars Gillhaus

### Polen
1. Rafał Grotowski
2. Zbigniew Juszczak
3. Marcin Trzaskawka (gk)
4. Dariusz Rachwalski
5. Robert Grzeszczak
6. Tomasz Choczaj
7. Sławomir Choczaj
8. Artur Mikuła
9. Marcin Pobuta

1. Arkadiusz Matuszak (gk)
2. Marcin Nyćkowiak
3. Piotr Mikuła
4. Dariusz Małecki
5. Łukasz Wybieralski
6. Tomasz Dutkiewicz
7. Marcin Wichłacz
8. Mirosław Juszczak
9. Tomasz Marcinkowski

Bondscoach: Jerzy Jóskowiak
- Assistent: Maciej Matuszyński
- Manager: Bogumił Głuszkowski
- Arts: Waldemar Woźniak
- Fysio: Dariusz Wizor

### Rusland
1. Igor Dobijine (gk)
2. Evgeny Mokrousov
3. Alexandre Tigounov
4. Timour Nikolaeyv
5. Ilshat Garifzyanov
6. Rafis Nassyrov
7. Alexei Tchernikov
8. Sergey Stasyuk
9. Igor Ivanov

1. Alexandre Platonov
2. Alexandre Krasnoiartsev
3. Dmitri Volkov
4. Sergey Kostarev
5. Andrey Sorokin
6. Sergey Tchckaline
7. Dmitri Chelesttouk
8. Vladislav Kouznetsov
9. Roman Rogov (gk)

Bondscoach: Viatcheslav Pavlyukhin
- Assistent: Araik Margarian
- Manager: Nikolay Domoratsky
- Arts: Valeriy Alenkin
- Fysio: Valeriy Ilin

### Schotland
1. David Ralph
2. David Mitchell
3. Michael Leonard
4. Andrew Mcbride
5. Niall Stott
6. Andrew Sewnauth
7. Vishal Marwaha
8. Graham Moodie
9. Callum Wood

1. Mark Ralph
2. Alister McGregor (gk)
3. Jonathan Christie
4. James Burns
5. Patrick Conlon
6. Graham Dunlop
7. Kris Kane (gk)
8. Douglas Anderson
9. Laurence Docherty

Bondscoach: Mathias Ahrens
- Assistent: Gordon Shepherd
- Manager: Eugene Connolly
- Fysio: Leoni Viljoen

### Spanje
1. Bernardino Herrera (gk)
2. Santi Freixa
3. Pau Quemada
4. Francisco Fabregas
5. Miquel Codina
6. Juan Escarré
7. Alex Fabregas
8. Pol Amat
9. Eduardo Tubau

1. Eduardo Aguilar
2. Alberto Esteban
3. Ramón Alegre
4. Josep Sanchez
5. Victor Sojo
6. Xavier Ribas
7. Rodrigo Garza
8. Francisco Cortés (gk)
9. Nacho Alborch

Bondscoach: Maurits Hendriks
- Assistent: Daniel Martín
- Assistent: Oriol Alcaraz
- Assistent: Toon Siepman
- Manager: Jordi Oliva
- Arts: Gil Rodas
- Fysio: Moises Llopart
- Video: Guillermo Gil

### Zwitserland
1. Philippe Bernhard
2. Bircher Stefan
3. Oliver Bilgerig
4. Maurice Brozzo
5. Michael Casagrande
6. Christian Cavallet
7. Maurice Cottier
8. Patrick Egloff (gk)
9. Peter Fischbach

1. Thomas Gähwiler
2. Thierry Grandchamp
3. Philipp Keller
4. Michael Kloter
5. Reto Muggli
6. Xavier Peny
7. Beni Steinemann
8. Dominic Wullschleger (gk)
9. Fabian Wullschleger

Bondscoach: Jens Lüninghöner
- Assistent: Paul Schneider
- Assistent: Gabriel Tuscher
- Manager: Philipp Ehrler
- Arts: Daniel Juker
- Fysio: Peter Vollmer
- Video: Kamel Boulahia

## Voorronde

### Groep A
| 1 september 13:00 |       |         |  |
| Frankrijk         | 3 – 0 | Rusland |  |
|                   |       |         |  |

| 1 september 17:00 |       |           |  |
| België            | 1 – 4 | Duitsland |  |
|                   |       |           |  |

| 1 september 19:00 |       |        |  |
| Ierland           | 4 – 6 | Spanje |  |
|                   |       |        |  |

| 3 september 11:30 |       |           |  |
| Duitsland         | 2 – 0 | Frankrijk |  |
|                   |       |           |  |

| 3 september 15:00 |       |         |  |
| Rusland           | 0 – 3 | Ierland |  |
|                   |       |         |  |

| 3 september 19:00 |       |        |  |
| Spanje            | 3 – 2 | België |  |
|                   |       |        |  |

| 4 september 16:00 |       |           |  |
| Ierland           | 1 – 4 | Duitsland |  |
|                   |       |           |  |

| 4 september 19:00 |       |        |  |
| Frankrijk         | 2 – 2 | België |  |
|                   |       |        |  |

| 4 september 20:00 |       |        |  |
| Rusland           | 0 – 5 | Spanje |  |
|                   |       |        |  |

| 6 september 11:00 |       |           |  |
| Ierland           | 1 – 4 | Frankrijk |  |
|                   |       |           |  |

| 6 september 13:00 |       |        |  |
| Rusland           | 1 – 5 | België |  |
|                   |       |        |  |

| 6 september 19:00 |       |        |  |
| Duitsland         | 3 – 2 | Spanje |  |
|                   |       |        |  |

| 8 september 11:00 |       |         |  |
| België            | 3 – 3 | Ierland |  |
|                   |       |         |  |

| 8 september 13:00 |       |         |  |
| Duitsland         | 8 – 1 | Rusland |  |
|                   |       |         |  |

| 8 september 19:00 |       |           |  |
| Spanje            | 6 – 2 | Frankrijk |  |
|                   |       |           |  |

### Eindstand Groep A
| № | Land      | WG | W | G | V | DV | DT | +/– | Punten |
| - | --------- | -- | - | - | - | -- | -- | --- | ------ |
| 1 | Duitsland | 5  | 5 | 0 | 0 | 21 | 5  | +16 | 15     |
| 2 | Spanje    | 5  | 4 | 0 | 1 | 22 | 11 | +11 | 12     |
| 3 | Frankrijk | 5  | 2 | 1 | 2 | 11 | 11 | 0   | 7      |
| 4 | België    | 5  | 1 | 2 | 2 | 13 | 13 | 0   | 5      |
| 5 | Ierland   | 5  | 1 | 1 | 3 | 12 | 17 | –5  | 4      |
| 6 | Rusland   | 5  | 0 | 0 | 5 | 2  | 24 | –22 | 0      |

### Groep B
| 2 september 11:00 |       |       |  |
| Schotland         | 3 – 4 | Polen |  |
|                   |       |       |  |

| 2 september 14:00 |       |        |  |
| Engeland          | 2 – 2 | Italië |  |
|                   |       |        |  |

| 2 september 17:00 |       |           |  |
| Zwitserland       | 2 – 8 | Nederland |  |
|                   |       |           |  |

| 4 september 13:00 |       |             |  |
| Polen             | 3 – 2 | Zwitserland |  |
|                   |       |             |  |

| 4 september 14:00 |       |          |  |
| Nederland         | 0 – 3 | Engeland |  |
|                   |       |          |  |

| 4 september 15:00 |       |           |  |
| Italië            | 0 – 1 | Schotland |  |
|                   |       |           |  |

| 5 september 14:00 |       |           |  |
| Polen             | 3 – 4 | Nederland |  |
|                   |       |           |  |

| 5 september 16:00 |       |        |  |
| Zwitserland       | 1 – 2 | Italië |  |
|                   |       |        |  |

| 5 september 18:00 |       |          |  |
| Schotland         | 2 – 1 | Engeland |  |
|                   |       |          |  |

| 7 september 11:00 |       |           |  |
| Nederland         | 5 – 1 | Schotland |  |
|                   |       |           |  |

| 7 september 16:00 |       |       |  |
| Italië            | 0 – 5 | Polen |  |
|                   |       |       |  |

| 7 september 18:00 |       |             |  |
| Engeland          | 4 – 2 | Zwitserland |  |
|                   |       |             |  |

| 8 september 15:00 |       |           |  |
| Italië            | 0 – 8 | Nederland |  |
|                   |       |           |  |

| 8 september 17:00 |       |           |  |
| Zwitserland       | 1 – 3 | Schotland |  |
|                   |       |           |  |

| 8 september 19:00 |       |          |  |
| Polen             | 3 – 4 | Engeland |  |
|                   |       |          |  |

### Eindstand Groep B
| № | Land        | WG | W | G | V | DV | DT | +/– | Punten |
| - | ----------- | -- | - | - | - | -- | -- | --- | ------ |
| 1 | Nederland   | 5  | 4 | 0 | 1 | 25 | 9  | +16 | 12     |
| 2 | Engeland    | 5  | 3 | 1 | 1 | 14 | 8  | +6  | 10     |
| 3 | Polen       | 5  | 3 | 0 | 2 | 18 | 13 | +5  | 9      |
| 4 | Schotland   | 5  | 3 | 0 | 2 | 10 | 11 | –1  | 9      |
| 5 | Italië      | 5  | 1 | 1 | 3 | 4  | 19 | –15 | 4      |
| 6 | Zwitserland | 5  | 0 | 0 | 5 | 8  | 20 | –12 | 0      |

## Eindfase

### Plaats 9 t/m 12
| 10 september 14:00 |       |             |  |
| Ierland            | 5 – 2 | Zwitserland |  |
|                    |       |             |  |

| 10 september 14:00 |       |         |  |
| Italië             | 2 – 1 | Rusland |  |
|                    |       |         |  |

### Plaats 5 t/m 8
| 10 september 16:30 |                           |           |  |
| Frankrijk          | 1 – 1 4 – 2 (strafballen) | Schotland |  |
|                    |                           |           |  |

| 10 september 19:00 |       |        |  |
| Polen              | 4 – 5 | België |  |
|                    |       |        |  |

### Halve finales
| 11 september 16:30 |       |          |  |
| Duitsland          | 5 – 1 | Engeland |  |
|                    |       |          |  |

| 11 september 19:00 |       |        |  |
| Nederland          | 2 – 5 | Spanje |  |
|                    |       |        |  |

### Om elfde plaats
| 12 september 09:00 |       |             |  |
| Rusland            | 2 – 4 | Zwitserland |  |
|                    |       |             |  |

### Om negende plaats
| 12 september 11:30 |       |         |  |
| Italië             | 2 – 3 | Ierland |  |
|                    |       |         |  |

### Om zevende plaats
| 12 september 14:00 |       |           |  |
| Polen              | 2 – 1 | Schotland |  |
|                    |       |           |  |

### Om vijfde plaats
| 12 september 19:00 |                    |           |  |
| België             | 3 – 4 (verlenging) | Frankrijk |  |
|                    |                    |           |  |

### Troostfinale
| 13 september 16:30 |                           |           |  |
| Engeland           | 1 – 1 7 – 6 (strafballen) | Nederland |  |
|                    |                           |           |  |

### Finale
| 13 september 19:00 |                           |           |  |
| Spanje             | 1 – 1 4 – 5 (strafballen) | Duitsland |  |
|                    |                           |           |  |

| Europees kampioen 2003 |
| ---------------------- |
|                        |
| Duitsland Zesde titel  |

## Eindrangschikking
| Rang   | Land        |
| ------ | ----------- |
| Goud   | Duitsland   |
| Zilver | Spanje      |
| Brons  | Engeland    |
| 4      | Nederland   |
| 5      | Frankrijk   |
| 6      | België      |
| 7      | Polen       |
| 8      | Schotland   |
| 9      | Ierland     |
| 10     | Italië      |
| 11     | Zwitserland |
| 12     | Rusland     |

## Topscorers
- In onderstaand overzicht zijn alleen de spelers opgenomen met vijf of meer treffers achter hun naam.

| № | Naam               | Land        | Goals | SC | SB |
| - | ------------------ | ----------- | ----- | -- | -- |
| 1 | Santi Freixa       | Spanje      | 9     | 5  | 0  |
| 1 | Justin Sherriff    | Ierland     | 9     | 2  | 0  |
| 3 | Björn Michel       | Duitsland   | 8     | 5  | 0  |
| 4 | Thierry Grandchamp | Zwitserland | 7     | 7  | 0  |
| 4 | Bram Lomans        | Nederland   | 7     | 7  | 0  |
| 6 | Tomasz Dulkiewicz  | Polen       | 6     | 6  | 0  |
| 6 | Zbigniew Juszczak  | Polen       | 6     | 5  | 0  |
| 6 | Taeke Taekema      | Nederland   | 6     | 6  | 0  |
| 9 | Christoph Bechmann | Duitsland   | 5     | 0  | 1  |
| 9 | Frédéric Soyez     | Frankrijk   | 5     | 5  | 0  |

1970 · 1974 · 1978 · 1983 · 1987 · 1991 · 1995 · 1999 · 2003 · 2005 · 2007 · 2009 · 2011 · 2013 · 2015 · 2017 · 2019 · 2021 · 2023